# Bò lang trắng xanh Bỉ
Bò lang trắng xanh Bỉ hay còn gọi là Bò BBB (Blanc-Blue-Belgium - Blanc Bleu Belge) hay bò 3B hay bò cơ bắp là giống bò thịt chuyên dụng để lấy thịt cao sản có nguồn gốc từ Bỉ. Đây là giống bò thịt đặc biệt của thế giới được tạo ra từ năm 1919 nhờ lai tạo giống bò địa phương của Bỉ với bò Shorthorn (Pháp). Giống bò BBB là giống bò thịt đặc biệt có cơ bắp phát triển siêu trội, nhất là vùng đùi sau, bò có ngoại hình đẹp, khả năng sử dụng thức ăn tốt, thịt thơm ngon, hiệu quả kinh tế cao, bò BBB rất hiền lành. Những con bò này được tôn vinh là siêu bò, được sản xuất ra để phục vụ cho ngành công nghiệp thịt bò.Trong một tương lai rất gần, loại thịt bò này sẽ được đưa ra thị trường với những sản phẩm mà nhà sản xuất và kinh doanh gọi là sản phẩm siêu sữa, siêu nạc. Tuy nhiên, với người mua dùng thì vẫn còn nhiều lo sợ về độ an toàn của thực phẩm biến đổi gen.

## Đặc điểm

### Ngoại hình

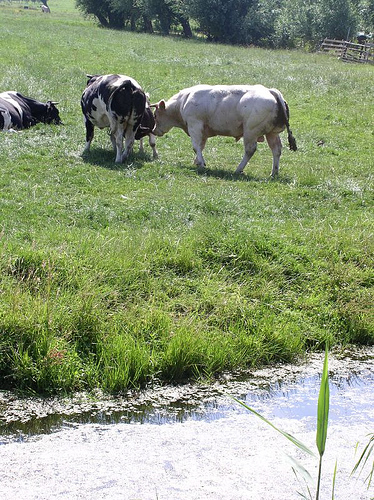
Bò Bỉ

Đặc trưng của giống bò này là có ngoại hình cơ bắp, nhất là phần cơ mông. Bò Bỉ có ba màu lông cơ bản màu lông trắng, xanh lốm đốm hoặc trắng lốm đốm. Với ba màu lông chủ yếu là trắng, trắng loang xanh (xám) và đen do sự phân ly của gien bò Shorthorn. Riêng bò lai với Brahman hoặc Droughtmaster thường có màu lông xám nhạt (xanh), loang trắng đen. Nhiều cá thể có màu loang nhưng cũng có những cá thể trắng thuần.
Chúng có thân hình đẹp, chắc nịch, đồ sộ, thân mình trông giống như heo, cầu trúc xương vững chắc, hài hòa với xương sườn tròn, mông không dốc, đuôi dài với túm lông dầy ở cuối, bộ cơ phát triển nhất là cơ mông và đùi sau. Điểm nôi bật là cơ bắp rất phát triển do bò được lai tạo để phát triển đặc biệt vùng thịt đùi sau. Là giống bò thịt to lớn và cơ bắp rất phát triển so với các giống bò khác. Bò xanh Bỉ có bắp thịt rất phát triển, đặc biệt là phần mông.

### Cân nặng
Trong khi bò đực có trọng lượng từ 800 - 1.100 kg thì bò cái cũng vào khoảng 600 – 700 kg. So với những loài bò thông thường, bò xanh Bỉ có lượng cơ phát triển hơn 40% so với thông thường. Ngoài ra, chúng cũng tăng trưởng rất nhanh và có khả năng sản xuất ra sữa giàu protein. Hệ số sử dụng thức ăn cao 5,5 – 7 kg, tốt nhất trong các giống bò thịt hiện nay (khoảng 5,5 – 7,0 kg/kg tăng trọng). Bò đực 3B trưởng thành có khối lượng 1.100 - 1.250 Kg. Bò cái trưởng thành có khối lượng 750 - 800 Kg. Bò có khả năng sản xuất thịt tốt, mức tăng trọng trung bình đạt 1300g / ngày. Mức tăng trọng bình quân đạt 1.300 g/ngày. Tỷ lệ thịt xẻ đạt 66%.
Tỷ lệ thịt xẻ đạt 70% (Tỷ lệ thịt tinh/thịt xẻ đạt: 78%.). Đặc biệt là đây giống bò có tỷ lệ thịt xẻ bò BBB rất cao, khoảng 61,6%, trong khi các giống bò khác chỉ đạt 38-40%. Phẩm chất thịt thơm ngon. Bò cái mang thai lứa đầu nặng 700 – 750 kg/con, cái cơ bản nặng 850 – 900 kg/con, bò đực trưởng thành nặng 1100 – 1200 kg. Tuổi đẻ lứa đầu trung bình là 32 tháng, thời gian mang thai 280 ngày, tỷ lệ đẻ hàng năm 80%, khoảng cách lứa đẻ 14 tháng. Nhược điểm của bò cái BBB là sự đàn hồi của cơ xương chậu kém khi đẻ, 90% bò cái BBB khi đẻ phải mổ để lấy thai.
Bê sơ sinh có khối lượng 45,5 kg, bình quân 44 kg/con. Bê 6-12 tháng tăng trọng bình quân 1.300 gram/ngày. Khi một năm tuổi đạt trọng lượng 480 – 500 kg/con trong đó bê đực nặng 470–490 kg; bê cái 370–380 kg. Trưởng thành bò đực nặng 1.100-1.200 kg (từ 1.100 – 1.250 kg/con có trường hợp đạt 1.400 kg/con), bò cái 710–720 kg. Bò cái chửa lứa đầu nặng 700 –750 kg/con, cái cơ bản (trưởng thành) nặng 850 –900 kg/con. Ở tuổi giết thịt, bê đực 14-16 tháng có tỷ lệ thịt xẻ 66%.

### Cấu trúc gen
Trong cấu trúc gen của loại bò đã được sửa đổi, do đó phải mang một gen khiếm khuyết. Và điều này làm cho cơ bắp của chúng phát triển gấp 2 lần so với các loại bò bình thường khác. Nhờ đó, một con bò đực sẽ có trọng lượng trung bình 800-1.100 kg, một con bò cái là 600 – 700 kg. Đây chỉ là trọng lượng trung bình của chúng. Còn rất nhiều những con bò khác có thể nặng cân hơn. Đặc biệt phần cơ ở vùng mông vô cùng phát triển. Không chỉ dừng lại ở lượng cơ phát triển hơn 40% so với bình thường, giống bò này còn cho lượng sữa cực giàu protein. Để tạo ra được giống bò siêu thịt này, các nhà nghiên cứu đã phải tiến hành lai tạo rất lâu, chọn lọc từ những cá thể tốt nhất, sau đó tiến hành thụ tinh nhân tạo để giữ được loại gen quan trọng.

## Chăn nuôi
Tại vương quốc Bỉ, Bò BBB có số lượng trên 2 triệu con, chiến 45% tổng đàn bò thịt, là giống bò dẫn đầu về năng suất và chất lượng thịt trên thế giới. Bò BBB có khả năng thích nghi với nhiều vùng địa lý khác nhau trên thế giới và đã được nuôi ở nhiều nước như: Anh, Pháp, Mỹ, Autralia. Hiện nay có hơn 20 hiệp hội chăn nuôi bò BBB trên thế giới.
Tại Việt Nam, Việc chăn nuôi bò thịt BBB vẫn còn gặp khó khăn chủ yếu là chăn nuôi nhỏ lẻ nên trong quá trình nuôi giống bò này, người nông dân chưa quen với việc ghi chép sổ sách, quản lý, theo dõi việc cho ăn đến chăm sóc nuôi dưỡng, nhiều hộ dân chỉ nuôi bê được 4-5 tháng tuổi đã bán trong khi bê nuôi đến 18 tháng tuổi sẽ cho giá trị kinh tế cao gấp nhiều lần nên nuôi bê đến 18 tháng tuổi để đạt giá trị kinh tế cao, từ đó từng bước cải thiện chất lượng đàn bò thịt.
Thương hiệu thịt bò sạch BBB ở Việt Nam còn khó khăn. Điểm yếu trong chăn nuôi bò nói chung là sản lượng thịt cung cấp cho nhà máy chiếm tỷ lệ rất thấp, chỉ đạt 0,8% và chủ yếu tiêu thụ thông qua thương lái (chiếm 80,6%). Do phải tự tổ chức tiêu thụ sản phẩm nên người nuôi dễ bị ép giá, ảnh hưởng không nhỏ đến hiệu quả chăn nuôi. Mặc dù việc chăn nuôi bò BBB cho hiệu quả cao nhưng để xây dựng vùng chăn nuôi và vùng trồng cỏ nguyên liệu phát triển bền vững, các địa phương cần quy hoạch, xây dựng vùng chăn nuôi xa khu dân cư và vùng trồng cỏ nguyên liệu

## Lai tạo

### Thử nghiệm
Đã khảo sát công thức lai tạo giống bò thịt cao sản từ bò lai Sind với bò lai xanh trắng Bỉ (BBB) và ứng dụng trong chăn nuôi bò thịt. Dùng tinh bò BBB (nhập nội) phối giống cho đàn bò cái nền lai Sind đã được chọn lọc và được nuôi trong điều kiện ở nông hộ ngoại thành đạt tỷ lệ thụ thai 100%.Trong tổng số 20 bê lai F1 (BBB x lai Sind) sinh ra, tất cả bò mẹ đều sinh đẻ bình thường, không phải can thiệp. Trọng lượng bình quân sơ sinh của bê lai F1 (BBB x lai Sind) đạt 27 kg/con, cao hơn tất cả các công thức lai khác đã được tiến hàng trước đây. Bê lai F1 (BBB x lai Sind) có tốc độ sinh trưởng và phát triển tốt hơn hẳn các con lai khác đã nghiên cứu tại Việt Nam.
Bê lai F1(BBBx lai Sind) Phát dục của bê lai F1 BBB rất sớm: 10 -12 tháng tuổi trọng lượng đạt 250 –300 kg. Khả năng cho thịt của bò lai F1 BBB vượt trội so với các giống bò thuần và bò lai ở ta.Nhìn chung đàn bò lai kinh tế hướng thịt có khối lượng cao hơn bò lai Sind trong cùng một điều kiện từ 17,1 -32,6%. Bò F1(BBB x Lai Sind) đạt cao nhất: 177,80% so với bò Lai Sind. Tỷ lệ thịt tinh đạt 42 -45% (Bò F1(BBB x Lai Sind) 48-51% so với của bò lai Sind là: 35 -38%).
Tỷ lệ thịt xẻ đạt 48 -54% (Bò F1(BBB x Lai Sind): 60-61,3% so với của bò lai Sind là: 42 -46%) Chi phí thức ăn để sản xuất 1 kg thịt bò tăng trọng của bò lai F1 BBB chỉ bằng xấp xỉ 60% so với bò lai Sind. Do vậy giá thành sản xuất của bò F1 BBB thấp hơn 28 -30% so với bò lai Sind. Các kết quả trên cho thấy: Sử dụng công thức lai BBB x lai Sind tạo bò hướng thịt đạt kết quả tốt hơn hẳn các công thức của các cặp lai khác đã được nghiên cứu ở Việt Nam từ trước tới nay. 

### Hướng phát triển
Việt Nam đã nghiên cứu lai tạo giống bò BBB trên nền đàn bò thịt lai Sind thành đàn bò lai F1 hướng thịt để xây dựng mô hình sản xuất khép kín theo chuỗi giá trị từ sản xuất đến tiêu thụ sản phẩm nhằm nâng cao hiệu quả chăn nuôi và bảo đảm an toàn thực phẩm cho người tiêu dùng. Bò lai BBB F1 là kết quả lai kinh tế giữa đực giống bò BBB với bò cái lai Sind để tạo đàn bò lai F1 nuôi lấy thịt. Bê F1 BBB sinh ra khỏe mạnh, thích nghi với điều kiện, môi trường sống. Kết hợp được cả tốc độ phát triển, tăng trọng nhanh, chất lượng thịt tốt của con bố (bò siêu thịt BBB) và sự thích nghi với môi trường sống của con bò mẹ (bò lai Sind tại Việt Nam). Bê tăng trọng bình quân 25 kg/tháng, cá biệt có con tăng trọng 30 kg/tháng. Dễ nuôi, phàm ăn, lớn nhanh.
Bê F1 sinh ra sau một tháng đã được các thương lái thu mua trả giá tới 16 triệu đồng/con, cao hơn so với bê lai khác từ 6 đến 7 triệu đồng/con. Một số bê F1 BBB 18 tháng tuổi đã được thương lái trả từ 36 đến 38 triệu đồng/con, cao hơn từ 14 đến 16 triệu đồng/con so với bò lai khác có cùng tháng tuổi. Xây dựng chương trình tiêu thụ sản phẩm bê lai F1 BBB theo chuỗi giá trị nhằm đưa sản phẩm thịt bò chất lượng cao đến tay người tiêu dùng, xây dựng các trang trại thu mua bê F1 BBB (từ 4 đến 6 tháng tuổi) để nuôi gột giải quyết đầu ra cho sản phẩm bê F1 vừa tạo vùng nguyên liệu tập trung cho giết mổ gia súc công nghiệp.

## Lo ngại
Hiện nay, giống bò xanh có xuất xứ từ Bỉ (Belgian Blue) đang gây ra nhiều tranh cãi vì là sản phẩm của quá trình biến đổi gen, cho sản phẩm siêu sữa, siêu nạc. Việc quá phát triển về cơ bắp có thể khiến bò xanh Bỉ đối mặt với nguy cơ tăng sản thớ cơ - chứng bệnh gây ra sự tăng trưởng bất thường trong cơ chứ không đơn giản là giúp cơ thể phình to ra nữa. Loại thịt bò này hiện nay đang rất phổ biến ở Mỹ và một số quốc gia khác. Trong tương lai có thể loại thịt bò siêu nạc, siêu sữa này có thể sẽ vô cùng thu hút người Việt, đặc biệt những người sính ăn thịt bò Mỹ. Giống bò siêu sữa siêu nạc này chính là một trong những sản phẩm nằm trong nhóm thực phẩm biến đổi gen, việc tiêu thụ thịt sữa giống bò xanh ở Bỉ hay bất cứ loại thực phẩm biến đổi gen nào liệu có độc hại hiện nay vẫn còn có tranh cãi.